# Uchium
Uchium (Utchium), jedna od plemenskih skupina Olamentke Indijanaca, porodice moquelumnan. Prema Chamissu među najbrojnijima na misiji Dolores u Kaliforniji 1816. 
Spoimnju se pod brojnim sličnim nazivima: Aguasajuchium (Taylor, 1861, kombinirano Aguasto i Juchium), Huchun (ibid.), Juchium (ibid.), Utschium (Taylor, 1860), Utschiun (Chamisso, 1816)